# Ферјарски језик
Ферјарски језик (феројски или фарски језик; ферј. føroyskt), један је од пет језика западноскандинавске групе северногерманских језика, којим се служи око 48.200 Фараца на Фарским Острвима и око 25.000 у Данској и другде. Његова историја почиње откривањем Grím Kambana, 825. године, када га насељавају Викинзи из Норвешке, а језик којим су говорили био је Dansk tunga или старонорвешки. До стварања нових језика долази поделом између 800. и 1050. на источнонорвешке из којих су настали шведски и дански и западнонорвешке, из којих су се развили ферјарски, норвешки и исландски. Ферјарски језик има своје писмо од 14. века. Фарски лингвиста В. У. Хамершејимб (1819—1909) створио је 1846. ново писмо на којем су 1890. издане прве фарске новине „Føringatiðindi” (Фарске новине). Од свих осталих германских језика, ферјарском је најсличнији исландски, а то се највише може захвалити изолованости и истрајности за очувањем свог језика.

## Бројеви
| Број | Фарски            |
| ---- | ----------------- |
| 0    | null              |
| 1    | eitt              |
| 2    | tvey              |
| 3    | trý               |
| 4    | fýra              |
| 5    | fimm              |
| 6    | seks              |
| 7    | sjey              |
| 8    | átta              |
| 9    | níggju            |
| 10   | tíggju            |
| 11   | ellivu            |
| 12   | tólv              |
| 13   | trettan           |
| 14   | fjúrtan           |
| 15   | fimtan            |
| 16   | sekstan           |
| 17   | seytjan           |
| 18   | átjan             |
| 19   | nítjan            |
| 20   | tjúgu             |
| 21   | einogtjúgu        |
| 22   | tveyogtjúgu       |
| 30   | tredivu, tríati   |
| 40   | fjøruti, fýrati   |
| 5    | hálvtrýss, fimmti |
| 60   | trýss, seksti     |
| 70   | hálvfjers, sjeyti |
| 80   | fýrs, áttati      |
| 90   | hálvfems, níti    |
| 100  | hundrað           |
| 1000 | (eitt) túsund     |